# Dingsda
Dingsda war eine deutsche Panel-Unterhaltungssendung im Fernsehen, in der Ratebegriffe von Kindern umschrieben werden. Sie basierte auf dem US-amerikanischen Format child’s play, das zwischen 1982 und 1983 auf dem Sender CBS lief.

## Geschichte
Fritz Egner übernahm 1985 das amerikanische Konzept für die Sendung und nannte sie Dingsda. Sie wurde zunächst im Bayerischen Fernsehen und nach einer 1987 erfolgreichen Testsendung ab 1988 regelmäßig im Ersten ausgestrahlt. Die 45-minütige Rateshow lief dienstags um 20:15 Uhr. Bis 1994 moderierte Fritz Egner 132 Folgen. Egners Nachfolger war Werner Schmidbauer, der die Sendung von 1994 bis 1999 übernahm, aber nicht mehr an den früheren Erfolg anknüpfen konnte. Zwischen 2001 und 2002 versuchte Thomas Ohrner ohne nennenswerten Erfolg eine Wiederbelebung bei kabel eins.
Ab Oktober 2018 gab es eine Neuauflage von zwölf Folgen mit Moderatorin Mareile Höppner, die freitags um 18:50 Uhr im Ersten ausgestrahlt wurde. Am 7. August 2019 gab die ARD bekannt, diese Neuauflage aufgrund schlechter Quoten nicht mehr fortzusetzen.
Die Titelmelodie stammt von Heinz Kiessling. Fritz Egner erhielt 1989 für diese Sendung den Bayerischen Fernsehpreis.

## Beschreibung
In der Sendung traten zwei Prominentenpaare gegeneinander an. Gespielt wurde über drei Runden. Die zu erratenden Begriffe wurden von einem oder mehreren Kindern in ihrer gewohnten Umgebung (Kindergarten oder Grundschule) erklärt und auf einem Großbildschirm den Kandidaten präsentiert. Wenn einem Kind der gesuchte Begriff herausrutschte, wurde er durch ein „Uups“ als Ton und Sprechblase überspielt. Pro Runde spielte jeder Kandidat für sich. Für einen richtig erratenen Begriff erhielt der Kandidat 30 Punkte. Gab ein Spieler eine falsche Antwort, so erhielt der Kandidat des gegnerischen Teams eine neue Umschreibung zum gleichen Begriff. Wurde der Begriff aufgrund der zweiten Umschreibung richtig erraten, gab es 20 Punkte, bei einer dritten Umschreibung wurden nur noch zehn Punkte vergeben. In der Schnellraterunde las der Moderator Definitionen vor. Pro richtige Antwort gab es zehn Punkte. Schließlich gab es noch eine Klingelrunde, in der derjenige 30 Punkte bekam, der als erster mit einem Buzzer einen ablaufenden Film anhielt und die richtige Antwort nannte.

## Der „Dingsda-Professor“
Unter den in der Sendung gezeigten Kindern blieb vor allem der „Dingsda-Professor“ in Erinnerung, der naturwissenschaftliche und technische Begriffe mit einer nicht nur für Grundschüler außergewöhnlichen Faktenkenntnis erklärte. In Die große Geburtstagsshow zum 60. Geburtstag der ARD 2010 gab es ein Interview mit dem inzwischen erwachsenen „Professor“ namens Andreas Turriff, nunmehr an der Portland State University zuständig für IT-Sicherheit.